# Xincun (köping i Kina, Henan)
Xincun (kinesiska: 新村, 新村镇) är en köping i Kina. Den ligger i provinsen Henan, i den centrala delen av landet, omkring 37 kilometer söder om provinshuvudstaden Zhengzhou. Antalet invånare är 51 574. Befolkningen består av 26 426 kvinnor och 25 148 män. Barn under 15 år utgör 12,0 %, vuxna 15-64 år 82 %, och äldre över 65 år 5,0 %.
Genomsnittlig årsnederbörd är 710 millimeter. Den regnigaste månaden är juli, med i genomsnitt 149 mm nederbörd, och den torraste är januari, med 4 mm nederbörd.